# Bonfiglioli SpA
Bonfiglioli ist ein italienischer Hersteller von Getrieben, Getriebemotoren und Antriebselektronik mit Sitz in Calderara di Reno.

## Daten
Die Bonfiglioli-Gruppe erwirtschaftete mit rund 3000 Mitarbeitern im Jahr 2010 im weltweiten Geschäft einen Umsatz von etwa 600 Millionen Euro. In Deutschland waren im Jahr 2010 fast 300 Menschen bei Bonfiglioli beschäftigt. Der Hauptsitz von Bonfiglioli Riduttori S.P.A. liegt in Bologna. Die Zentrale der Bonfiglioli Deutschland GmbH befindet sich in Neuss.

## Geschichte
Clementino Bonfiglioli (1928–2010) gründete 1956 einen Zulieferbetrieb für Getriebeteile in Bologna. 1964 entwickelte Bonfiglioli das zweistufige Planetengetriebe RAE. 1975 übernahm man mit Bonfiglioli Trasmital einen italienischen Hersteller von Planetengetrieben für Baumaschinen, Pitch- und Azimutantrieben und Ende der siebziger Jahre eine Elektromotorenproduktion in Bologna. 
Bonfiglioli erweiterte sein Geschäftsfeld 2001 mit der Übernahme des deutschen Umrichterherstellers Vectron Elektronik und im Jahr 2003 mit der Übernahme von Tecnoingranaggi, einen Hersteller von spielarmen Planetengetrieben. Der Expansionskurs wurde 2005 und 2008 fortgesetzt mit der Eröffnung von Getriebemotorenwerken in Bystrica
, Slowakei,  und der Eröffnung eines Werkes in Ben Cat Binh, Vietnam, zur Herstellung von Elektromotoren.
Nach seinem Tod im Juni 2010 übernahm Clementino Bonfigliolis Tochter Sonia Bonfiglioli die operative Geschäftsführung.
Ende 2015 übernahm Bonfiglioli 55 % der O&K Antriebstechnik Mitte 2016 verkaufte Bonfiglioli sein Solargeschäft an Ingeteam.

## Produkte
Bonfiglioli bietet aufgrund seiner Erweiterungen und Firmenübernahmen alle Produkte der Antriebstechnik an:
| - Stirnradgetriebe - Flachgetriebe - Winkelgetriebe / Kegelradgetriebe - Schneckengetriebe - Planetengetriebe Die Getriebetypen werden untereinander kombiniert, so dass z. B. Kegelstirnradgetriebe entstehen. | - Bürstenlose Wechselstrom-Servomotoren - Drehstrommotoren (BN) - Wechselstrommotoren (BD) Die Elektromotoren werden auch in Kombination mit einem Getriebe angeboten und werden dann als Getriebemotoren bezeichnet. | - Dreiphasige netzgekoppelte Solarwechselrichter - Frequenzumrichter - Servoumrichter Die Kombination aus Getriebe, Elektromotor und Frequenzumrichter wird als Servogetriebe ebenfalls angeboten. |

## Anwendungen
Bonfiglioli produziert pro Jahr zwischen 1,5 und 2,0 Millionen Getriebe und nimmt damit die europäische Spitzenposition ein. Bei den Getrieben handelt es sich sowohl um Standardgetriebe als auch um individuelle Lösungen je nach Anwendungsbereich. Es werden Getriebe in einem Leistungsbereich von 20 Nm bis 1.000.000 Nm produziert. Entsprechend groß ist das Anwendungsspektrum. Das Anwendungsspektrum ist in die Bereiche Photovoltaik und Industrie sowie mobile Antriebstechnik und Windkraft unterteilt.
Photovoltaik
Bonfiglioli Vectron stellt leistungselektronische Komponenten für die Photovoltaiktechnik her. Das sind beispielsweise: Wechselrichter, String Connection Boxen und Datenlogger. Auf mechanischer Seite kommen Stellantriebe hinzu, die als Nachführsysteme eingesetzt werden, damit die Solarzellen der Bewegung der Sonne folgen.  
Industrie
Im Bereich Industrie werden Getriebe, Getriebemotoren, Elektromotoren und Umrichter von Bonfiglioli verwendet. Die Einsatzgebiete finden sich überall dort, wo etwas rotiert oder geschwenkt wird. Das beginnt bei Paketbändern im Flughafen, Fördertechnik im produzierenden Gewerbe bis hin zum Sessellift im Skigebiet.
Mobile Antriebstechnik
Bonfiglioli hat eine weitgehende Tradition im Bereich der mobilen Antriebstechnik. Das Produktspektrum der mobilen Antriebstechnik ist konzentriert auf Getriebemotoren hoher Leistungsdichte, konkret auf die Kombination von Planetengetrieben mit Hydraulikmotoren.
Anwendungen sind beispielsweise: Fahrantriebe für Räder und Ketten (Serien 600 und 700C), Schwenkantriebe für Bagger und Krane (Serie 700T), Antriebe für Zementmischer (Serie 500) und Antriebe für [Seilwinden] (Serie 800)
Windkraft
Bonfiglioli hat einen Marktanteil von 30 % für Pitchantriebe und Azimutantriebe für Windkraftanlagen (2009). Der erste deutsche Offshore-Windpark in der AWZ „alpha ventus“, der im April 2010 ans Netz ging, ist mit Pitch- und Azimutgetrieben von Bonfiglioli Trasmital ausgestattet.